# 米勒鎮區 (密蘇里州道格拉斯縣)
米勒鎮區（英語：Miller Township）是位於美國密蘇里州道格拉斯縣的一個行政鎮區。

## 地方資料
米勒鎮區的面積為94.33平方千米，皆為陸地。根據2020年美國人口普查的數據，當地共有人口535人，而人口密度為每平方千米5.67人。